# Acide iminodiacétique
L'acide iminodiacétique (IDA) est un acide dicarboxylique aminé dont l'atome d'azote forme une amine secondaire et non une fonction imine, contrairement à ce que son nom indique. L'anion iminodiacétate forme un ligand tridenté formant avec les cations de métaux de transition tels que Cu2+, Co2+, Ni2+ et Zn2+ des complexes métalliques stables à deux chélates cycliques fusionnés. Le complexe métallique formé est plus stable que celui formé avec un ligand bidenté comme la glycine mais moins stable que celui formé avec un ligand tétradenté comme l'acide nitrilotriacétique (NTA). 

Iminodiacétate chélatant un cation métallique.

On l'obtient au cours de la déshydrogénation catalytique de la diéthanolamine HN(CH2CH2OH)2 avec un rendement voisin de 95 %. Il peut également être produit à partir d'iminodiacétonitrile N≡C–CH2–NH–CH2–C≡N avec un rendement supérieur à 80 %. C'est un précurseur de la synthèse industrielle de l'acide N-(phosphonométhyl)iminodiacétique (PMIDA) et du glyphosate, principe actif du désherbant total Roundup de Monsanto, entré dans le domaine public à la fin du siècle dernier (2000).